# Эрикссон, Ян
Ян Ю́нас Я́куб Э́рикссон (швед. Jan Jonas Jakob Eriksson; 24 августа 1967, Сундсвалль) — шведский футболист.

## Карьера

### Клубная
Эрикссон начал карьеру в родном городе Сундсвалль, играя в составе местных молодёжных команд. В 1985 году он подписал первый контракт с «ИФК Сундсвалль», который покинул уже на следующий год. Ян перешёл в столичный «АИК», где за три года сыграл в более 70 матчах.
В 1991 году Эрикссон подписывает контракт с ещё одним шведским клубом «Норрчёпинг» из одноимённого города. Покинув этот клуб, он получает приглашение в немецкий «Кайзерслаутерн», в составе которого он играет два года, и в 1994 году возвращается в «АИК».
Сыграв в этом клубе 7 игр за сезон, переходит в швейцарский «Серветт», в котором провёл один сезон. В 1996 году он снова возвращается в Швецию, но уже в «Хельсингборг».
В 1997 году Эрикссон переходит в английский «Сандерленд», где за два года сыграет всего лишь один раз. После этого он переходит в американский клуб «Тампа-Бэй Мьютини», где завершает свою профессиональную карьеру.

### Сборная
В 1990 году Эрикссон участвовал на Чемпионате мира в Италии. Однако сборная Швеция не смогла пройти дальше группового этапа, не набрав ни одного очка.
Более успешным было выступление в составе сборной Швеции в 1992 году на домашнем Чемпионате Европы, где команда смогла дойти до полуфинала, уступив там сборной Германии со счётом 3-2. Эрикссон забил два гола на этом турнире.
В общей сложности он сыграл 35 игр за сборную и забил четыре года.

## Достижения

#### Личные
- Футболист года в Швеции: 1992